# Manskvartett
Med manskvartett avses numera en ensemble bestående av fyra manliga sångare, eller ett musikstycke för en sådan grupp. 
Under hela 1800-talet och en bit in på 1900-talet var dock manskvartett benämningen också på ett musikstycke skrivet för fyra manliga sångstämmor, oberoende av hur många som sjöng dessa, oftast framfört i manskör.
Stämmorna är: förstetenor (t1), andretenor (t2), förstebas (b1) och andrebas (b2). Om alla röster dubbleras kallas gruppen för dubbelkvartett.

## Historia
När manskörsången uppstod i början av 1800-talet fanns en skillnad mellan manskvartettens mer kammarmusikaliska ensembletyp och manskören, som oftast sjöng en kraftfullare repertoar mer lämpad för utomhussång.
Manskvartetten var mera en utvidgad form av manstrion (tenor, baryton, bas), som fanns parallellt med kvartetten under hela 1800-talet. I repertoaren för manskvartett var stämmorna ofta mycket individualiserade, ibland med virtuosa inslag.
De mest framträdande kompositörerna av manskvartetter var verksamma i mitten av 1800-talet med namn som August Söderman, J.A. Josephsson, Otto Lindblad, Ludvig Norman och Gunnar Wennerberg men även 1900-talskompositörer som W. Peterson-Berger, Ivar Widéen, David Wikander, Sara Wennerberg-Reuter och Hugo Alfvén skrev för denna sättning. 
Den äldsta kända manskvartetten i Sverige bestod av Édouard du Puy, Frans Preumayr, Conrad Preumayr och Carl Preumayr, som under 1810-talet uppträdde inom ordenssällskapet Par Bricole i Stockholm.

## Kända manskvartetter
- Vårsång – "Glad såsom fågeln" och "Orpheus sjöng till lutans toner"  av Otto Lindblad
- Serenad – "Stjärnorna tindra re'n" och Vårsång – "Vårliga vindar draga" av J.A. Josephsson
- "Ett bondbröllop" av August Söderman
- Serenad – "Tallarnas Barr" av  Ivar Widéen
- "Kung Liljekonvalje av David Wikander